# ISO 30300
La família de normes ISO 30300 es compon de diverses normes sobre gestió de documents (SGD) desenvolupades per l'Organització Internacional per a l'Estandardització (ISO). Se centren en la implementació, operació i millora d'un SGD. Aquestes normes no tenen caràcter legal, però la seva implantació té requisits d'obligat compliment.

## Característiques principals
En qualsevol organització la gestió dels documents és una part integral de l'activitat, això fa possible l'eficiència, la rendició de comptes, la gestió dels riscs i la continuïtat del negoci. La norma ISO 30300 es pot aplicar en tot tipus d'entitats. Ofereix pautes per establir un sistema de gestió per als documents amb la finalitat de donar suport a l'organització en la consecució de les seves metes també és:
- Compatible amb els requisits de gestió i documentació de les organitzacions d'aplicació d'altres normes de sistemes de gestió, com l'ISO 9001 qualitat, ISO 14001 sistema de gestió ambiental]i ISO 22000 seguretat alimentària

- El Sistema de gestió està basat en la millora contínua, que obliga a l'avaluació dels resultats, la gestió de les no conformitats i la posada en marxa d'accions correctives, tot això de forma verificable per entitats acreditades.

- Específicament, la part operativa del sistema de gestió des del punt de vista dels documents i les evidències se centra en els processos documentals, que estan basats en tota l'experiència adquirida i les bones pràctiques sorgides de l'arxivística, el record management i el record keeping[3] (de la versió anglesa), Tots ells recollit a l'ISO 15489 i altres normes tècniques, que venen sent implementades i que són compatibles amb les ISO 30300.

## Estructura
La família ISO 30300 s'inicia amb dos primers productes:
- ISO 30300, Informació i documentació - Sistemes de gestió de registres - Fonaments i vocabulari
- ISO 30301, Informació i documentació - Sistemes de gestió de registres - Requisits.

La norma 30301 és la norma principal de la sèrie on s'estableixen els requisits per a la implantació d'un Sistema de gestió per als documents (SGD) i sobre la qual es realitzaran les avaluacions i certificacions. Totes les altres normes es referiran a aquesta com la principal.
La norma 30300 és la norma introductòria de tota la sèrie. Defineix el Vocabulari o terminologia que s'utilitzarà en la resta de les normes i presenta la Justificació i
enfocament de tota la sèrie. S'hi estableix els objectius d'usar un SGD, proporciona els principis per a un SGD i descriu l'enfocament per processos, a més específica els rols de l'alta direcció.
És aplicable a qualsevol tipus d'organització que desitgi:
- Establir, implementar, mantenir o millorar un SGD
- Assegurar o demostrar la conformitat de la seva política de gestió de documents

## Cronologia de la norma
La norma ISO 30300 va començar el seu camí l'any 2007, durant la revisió de la norma ISO 15489 de gestió de documents. A continuació va seguir un procés laboriós i complex fins a la seva aprovació:
2007
- Maig. Revisió de la norma ISO 15489 de gestió de documents. Proposició espanyola per convertir la gestió de documents en una norma de rang: Sistemes de Gestió estàndard (MSS)

Maig-novembre. Estudi de la viabilitat del projecte per part d'ISO
2008-2010
- Aprovació de la norma pel Comitè Tècnic 46 Informació i Documentació de ISO. Creació dels Comitès Tècnics d'ISO encarregats de l'elaboració de les dues primeres normes de la sèrie de normes 30300 el grup de treball 8 coordinador, encarregat de la norma ISO 30300, sistemes de gestió de Registres (MSR) i Fonaments i Vocabulari, i el grup de treball 9 coordinador, encarregat de la norma ISO 30301, Sistemes de gestió de registres requisits.

2011
- 9 de novembre. Publicació oficial de les normes ISO 30300 i ISO 30301 (versions anglesa i francesa)
- 28 de desembre. Publicació de les traduccions oficials en espanyol de les normes ISO 30300 i ISO 30301.

## Informe tècnic vinculat
Al costat de les traduccions oficials de les dues primeres normes de sistemes de gestió per als documents (UNE-ISO 30300:2011 i UNE-ISO 30301:2011). L'Agència Espanyola de Normalització i Certificació AENOR va publicar el 28 de desembre de 2011 l'informe tècnic UNE-ISO/TR 13028:2011 IN. Informació i documentació. Directrius per a la implementació de la digitalització de documents, elaborat també pel comitè tècnic d'ISO TC 46, Informació i Documentació, Subcomitè SC 11, gestió de registres d'arxiu